# Don Pío (personatge de còmic)
Don Pío és un personatge de ficció i una sèrie de còmics, creats per José Peñarroya Peñarroya. Es va publicar per primera vegada el 20 de juny del 1947 al número 13 de la revista Pulgarcito (segona edició). Don Pío, és el marit de doña Benita, que mana a casa, i la personalitat de don Pío s'adapta perfectament al matriarcat en el que viu. Les relacions molt turbulentes d'aquest amb la seva esposa són l'eix central de les seves històries.

## Argument i trajectòria editorial
Don Pío és un home de caràcter submís i dòcil. El seu aspecte físic és el d'un home de mitjana edat, grasset, baix, cara rodona, un nas molt petit en forma de dit, calb i uns ulls molt rodons.
La seva indumentària varia una mica d'una història a una altra, però bàsicament, sol vestir, pantalons, camisa, corbata o bufanda i un barret tipus barret fort o bombi. Don Pío està casat amb doña Benita. Són un matrimoni de classe mitjana on doña Benita és una dona molt dominant i Don Pío un home molt submís, la qual cosa propicia que la família sigui un matriarcat on ell ben poca cosa hi té a dir. Als inicis, doña Benita, tenia per costum desfogar-se amb Don Pío, l'insultava, descarregava en ell les seves neures i els seus capricis. S'ha de mencionar la violència física, amb autèntiques pallisses, que aplica la Benita a en Pío. A finals dels anys cinquanta, la pressió de la censura franquista feu que la sèrie tingués un humor molt més blanc, modificant aquestes relacions. D'altra banda el defensava i feia front comú amb ell davant de qualsevol agressió per part d'un tercer. Al seu marit només li podia fer passar malament ella. Amb el temps va anar a viure amb ells un nebot anomenat Luisito.
Segons va explicar el seu creador José Peñarroya en una entrevista, la seva idea inicial era que tinguessin un fill però doña Benita no podia estar embarassada, i li va semblar més pràctic incloure la figura del nebot.
A la sèrie podem seguir la vida quotidiana del personatge, la vida laboral o bé la familiar amb la seva esposa i el seu nebot Luisito, un noi molt ben educat.
A mesura que passa el temps la sèrie es va adaptant als canvis reals de la societat. Així, els protagonistes, amb l'arribada de la cultura del consum, es compren algun cotxe de segona mà, electrodomèstics, fins i tot fan algun dia de vacances.
La sèrie es va continuar publicant fins a la mort de l'autor l'any 1975. Sense deixar d'oferir una visió crítica de la classe mitjana.

## Publicacions
Publicacions on s'ha publicat el Personatge
| Publicació             | Any de Publicació | Editorial          | Als Numeros                    | Notes                                                                      |
| ---------------------- | ----------------- | ------------------ | ------------------------------ | -------------------------------------------------------------------------- |
| Pulgarcito             | 1947              | Editorial Bruguera | Diversos números               | Pulgarcito (segona edició)                                                 |
| Super Pulgarcito       | 1949              | Editorial Bruguera | 1,22,23,24                     |                                                                            |
| Magos de la Risa       | 1950              | Editorial Bruguera | 29                             |                                                                            |
| Pirulete               | 1952              | Editorial Bruguera | 26                             |                                                                            |
| Tio Vivo. (Epoca 2)    | 1961              | Editorial Bruguera | diversos                       |                                                                            |
| DDT                    | 1967              | Editorial Bruguera | 38,379,412,450,537             |                                                                            |
| Mortadelo              | 1970              | Editorial Bruguera | 530                            |                                                                            |
| Super Pulgarcito       | 1970              | Editorial Bruguera | 3,8,9,86,88,90,113,114,137,147 |                                                                            |
| Creaciones Editoriales | 1971              | Discos Columbia    | 2,7                            | Col·lecció de nou discos senzills (single 7 ") amb històries dramatitzades |